# Bulbophyllum luckraftii
Bulbophyllum luckraftii é uma espécie de orquídea (família Orchidaceae) pertencente ao gênero Bulbophyllum. Foi descrita por Ferdinand von Mueller em 1882.